# Teorema de Taylor
En càlcul, el Teorema de Taylor, rep el seu nom del matemàtic britànic Brook Taylor, qui el va enunciar el 1712. Aquest teorema permet aproximar una funció derivable en l'entorn reduït al voltant d'un punt a: I (a, d) mitjançant un polinomi els coeficients del qual depenen de les derivades de la funció en aquest punt. En termes matemàtics: Si n≥0 és un enter i f una funció que és derivable n vegades en l'interval tancat [a, x] i n+1 en l'interval obert (a, x), llavors es compleix que:
{\displaystyle f(x)=f(a)+{\frac {f'(a)}{1!}}(x-a)+{\frac {f^{(2)}(a)}{2!}}(x-a)^{2}+\cdots +{\frac {f^{(n)}(a)}{n!}}(x-a)^{n}+R}
On, n! denota el factorial de n, i R és la resta, terme que depèn x i és petit si x està pròxim al punt a. Existeixen dues expressions per a R que s'esmenten a continuació:
{\displaystyle R={\frac {f^{(n+1)}(\xi )}{(n+1)!}}(x-a)^{n+1}}
on ξ (valor comprès entre x i a), a i x pertanyen als reals, i n als naturals.
{\displaystyle R=\int _{a}^{x}{\frac {f^{(n+1)}(t)}{n!}}(x-t)^{n}\,dt}
Si R és expressat de la primera forma, se l'anomena Terme complementari de Lagrange, atès que el teorema de Taylor s'exposa com una generalització del Teorema del valor mitjà del càlcul diferencial, mentre que la segona expressió de R mostra el teorema com una generalització del Teorema fonamental del càlcul integral.
Per a algunes funcions f(x), es pot provar que la resta, R, s'aproxima a zero quan n s'acosta a ∞; aquestes funcions poden ser expressades com a sèries de Taylor en un entorn reduït al voltant d'un punt a i són denominades funcions analítiques.
El teorema de Taylor amb R expressat de la segona forma és també vàlid si la funció f té nombres complexos o valors vectorials. A més existeix una variació del teorema de Taylor adaptat a funcions amb múltiples variables.

## Construcció del polinomi de Taylor
Sigui {\displaystyle f} una funció {\displaystyle n} vegades derivable en el punt {\displaystyle a}. Busquem una funció {\displaystyle g(x)}, polinòmica de grau {\displaystyle n}, que sigui una aproximació d'ordre superior a {\displaystyle n} de la funció {\displaystyle f} en aquest punt. Com que {\displaystyle g(x)} és una funció polinòmica de grau {\displaystyle n} la podem escriure de la següent forma:
{\displaystyle g(x)=c_{0}+c_{1}(x-a)+c_{2}(x-a)^{2}+...+c_{n}(x-a)^{n}}
Com que el contacte entre les funcions {\displaystyle f} i {\displaystyle g} és d'ordre superior a {\displaystyle n} podem afirmar que {\displaystyle f^{(k)}(a)=g^{(k)}(a),\forall 0\leq k\leq n}. I per tant
{\displaystyle f(a)=g(a)=c_{0};\ f'(a)=g'(a)=c_{1};\ f''(a)=2c_{2};...;f^{(j)}(a)=g^{(j)}(a)=j!c_{j}}
Escrit d'altra manera:
{\displaystyle c_{0}=f(a);\ c_{1}=f'(a);\ c_{2}={\frac {f''(a)}{2}};...;\ c_{j}={\frac {f^{(j)}(a)}{j!}}}

I per tant, el polinomi queda totalment definit com:
{\displaystyle g(x)=f(a)+f'(a)(x-a)+{\frac {f''(a)}{2}}(x-a)^{2}+...+{\frac {f^{(n)}(a)}{n!}}(x-a)^{n}}
Aquest polinomi és precisament el polinomi de Taylor de grau {\displaystyle n} associat a {\displaystyle f} en el punt {\displaystyle a} i, com s'ha vist, és el polinomi de grau {\displaystyle n} que millor s'ajusta a la funció. Aquest polinomi se sol representar com {\displaystyle g(x)=P_{n}^{(a)}(x)}.

Aleshores simplement es defineix el residu o resta com
{\displaystyle R_{n}^{(a)}(x)=f(x)-P_{n}^{(a)}(x)}
I, per definició, {\displaystyle R_{n}^{(a)}=o[(x-a)^{n}]}.

## Propietat del residu
Es pot demostrar que el residu compleix la propietat que {\displaystyle \lim _{x\to c}{\frac {R_{n}(x)}{(x-c)^{n}}}=0}.
Vol dir que, en les condicions del teorema, sempre existirà un entorn de c en el qual es pot fer l'error màxim tan petit com es vulgui.
Es pot demostrar de la següent manera:
Es defineix el residu com a {\displaystyle R_{n}(x)=f(x)-\sum _{k=0}^{n}{\frac {f^{(k)}(a)}{k!}}(x-a)^{k}}, o sigui la diferència entre l'aproximació de grau n i la funció original.
Així 
{\displaystyle \lim _{x\to a}{\frac {R_{n}(x)}{(x-a)^{n}}}=\lim _{x\to a}{\frac {f(x)-\sum _{k=0}^{n}{\frac {f^{(k)}(a)}{k!}}(x-a)^{k}}{(x-a)^{n}}}={\frac {0}{0}}}, ja que els termes del numerador són tots nuls excepte els dos primers, que són oposats per a x=a.
Aquesta indeterminació es pot desfer aplicant la regla de l'Hopital reiteradament:
{\displaystyle \lim _{x\to a}{\frac {R_{n}(x)}{(x-a)^{n}}}=\lim _{x\to a}{\frac {f(x)-\sum _{k=0}^{n}{\frac {f^{(k)}(a)}{k!}}(x-a)^{k}}{(x-a)^{n}}}=\lim _{x\to a}{\frac {f'(x)-\sum _{k=1}^{n}{\frac {f^{(k)}(a)}{k!}}k(x-a)^{k-1}}{n(x-a)^{n-1}}}=...}
{\displaystyle \lim _{x\to a}{\frac {f^{(n)}(x)-{\frac {f^{(n)}(a)}{n!}}n!(x-a)^{0}}{n!}}={\frac {1}{n!}}\lim _{x\to a}\left(f^{(n)}(x)-f^{(n)}(a)\right)=0}
Si el valor de ξ del terme complementari de Lagrange és el màxim de l'interval, s'obté el valor màxim de l'error comès en aproximar una funció pel seu polinomi de Taylor a l'entorn de x=a.
Una altra qüestió ben diferent és veure com és de gran aquest entorn de validesa de l'aproximació, si a qualsevol punt x, la sèrie de Taylor serà convergent i, per tant, vàlida per a calcular el valor de la funció en aquell punt. Per saber on és possible, s'ha de fer un estudi del radi de convergència de la sèrie.

## Demostració

### Mitjançant el teorema del valor mitjà de Cauchy
Enunciem el teorema a demostrar com:
"{\displaystyle f} és {\displaystyle n+1} vegades derivable en algun entorn del punt {\displaystyle a} i {\displaystyle x} és un punt fixat d'aquest entorn {\displaystyle \Longrightarrow f(x)=P_{n}^{(a)}(x)+R_{n}^{(a)}(x)} i {\displaystyle R_{n}^{(a)}(x)} s'expressa com:
- {\displaystyle \exists \xi }, entre {\displaystyle a} i {\displaystyle x}, tal que{\displaystyle R_{n}^{(a)}(x)={\frac {g(x)-g(a)}{g'(\xi )}}{\frac {f^{(n+1)}(\xi )}{n!}}(x-\xi )^{n}}

Amb {\displaystyle g(x)} una funció que compleix que {\displaystyle g(x)\neq g(a),g(t)} és derivable entre {\displaystyle a} i {\displaystyle x} i {\displaystyle g'(t)} no s'alul·la entre {\displaystyle a} i {\displaystyle x}."
El fet que qualsevol funció s'expressi com {\displaystyle f(x)=P_{n}^{(a)}(x)+R_{n}^{(a)}(x)} és per definició de la resta de Taylor. Demostrem ara l'expressió de la resta.
Sigui {\displaystyle x} un punt fixat, definim la funció {\displaystyle F(t)} com
{\displaystyle F(t)\equiv f(x)-f(t)-f'(t)(x-t)-{\frac {f''(t)}{2}}(x-t)^{2}-...-{\frac {f^{(n)}(t)}{n!}}(x-t)^{n}}
Aquesta funció compleix tres propietats:
1. {\displaystyle F(a)=f(x)-f(a)-f'(a)(x-a)-{\frac {f''(a)}{2}}(x-a)^{2}-...-{\frac {f^{(n)}(a)}{n!}}(x-a)^{n}=f(x)-P_{n}^{(a)}=R_{n}^{(a)}}
2. {\displaystyle F(x)=f(x)-f(x)-f'(x)(x-x)-{\frac {f''(x)}{2}}(x-x)^{2}-...-{\frac {f^{(n)}(x)}{n!}}(x-x)^{n}=0}
3. {\displaystyle F'(t)=-{\frac {f^{(n+1)}(t)}{n!}}(x-t)^{n}}

Ara suposem una funció {\displaystyle g(t)} qualsevol, que compleixi les següents propietats:
1. {\displaystyle g(x)\neq g(a)}
2. {\displaystyle g(t)} ha de ser derivable entre els punts {\displaystyle x} i {\displaystyle a}
3. {\displaystyle g'(t)\neq 0} per a tot valor de {\displaystyle t} entre els punts {\displaystyle x} i {\displaystyle a}

Aleshores, el teorema del valor mitjà de Cauchy afirma que {\displaystyle \exists \xi } entre els punts {\displaystyle x} i {\displaystyle a}, en el qual es compleix que
{\displaystyle {\frac {F(a)-F(x)}{g(a)-g(x)}}={\frac {F'(\xi )}{g'(\xi )}}\Longrightarrow F(a)=R_{n}^{(a)}=F(x)+{\frac {F'(\xi )}{g'(\xi )}}{\Big (}g(a)-g(x){\Big )}={\frac {g(a)-g(x)}{g'(\xi )}}F'(\xi )={\frac {g(x)-g(a)}{g'(\xi )}}{\frac {f^{(n+1)}(\xi )}{n!}}(x-\xi )^{n}}
Dos casos de bastant importància són els casos en què {\displaystyle g(t)=(x-t)^{n+1}} i {\displaystyle g(t)=x-t}. El primer cas condueix a l'anomenada Resta de Lagrange:
{\displaystyle R_{n}^{(a)}={\frac {g(x)-g(a)}{g'(\xi )}}{\frac {f^{(n+1)}(\xi )}{n!}}(x-\xi )^{n}={\frac {(x-x)^{n+1}-(x-a)^{n+1}}{-(n+1)(x-\xi )^{n}}}{\frac {f^{(n+1)}(\xi )}{n!}}(x-\xi )^{n}={\frac {(x-a)^{n+1}}{(n+1)}}{\frac {f^{(n+1)}(\xi )}{n!}}={\frac {f^{(n+1)}(\xi )}{(n+1)!}}(x-a)^{n+1}}
La segona funció condueix a l'anomenada Resta de Cauchy:
{\displaystyle R_{n}^{(a)}={\frac {g(x)-g(a)}{g'(\xi )}}{\frac {f^{(n+1)}(\xi )}{n!}}(x-\xi )^{n}={\frac {(x-x)-(x-a)}{-1}}{\frac {f^{(n+1)}(\xi )}{n!}}(x-\xi )^{n}={\frac {f^{(n+1)}(\xi )}{n!}}(x-a)(x-\xi )^{n}}

### Mitjançant el teorema de Rolle
Sigui {\displaystyle f(x)} una funció diferenciable {\displaystyle n+1} vegades en l'interval {\displaystyle [a,b]}, el teorema de Taylor afirma que existeix {\displaystyle \xi } entre {\displaystyle x} i {\displaystyle x_{0}} tal que
{\displaystyle f(x)=f(x_{0})+\sum _{j=1}^{n}{\frac {f^{(j)}(x_{0})}{j!}}(x-x_{0})^{j}+{\frac {f^{(n+1)}(\xi )}{(n+1)!}}(x-x_{0})^{n+1}}
Sense pèrdua de generalitat, s'assumeix que {\displaystyle x>x_{0}}.Per a la demostració, prengui's {\displaystyle M} tal que
{\displaystyle f(x)=f(x_{0})+\sum _{j=1}^{n}{\frac {f^{(j)}(x_{0})}{j!}}(x-x_{0})^{j}+{\frac {M}{(n+1)!}}(x-x_{0})^{n+1}}
i defineixi's la funció
{\displaystyle g(t)=f(t)-f(x_{0})-\sum _{j=1}^{n}{\frac {f^{(j)}(x_{0})}{j!}}(t-x_{0})^{j}+{\frac {f^{(n+1)}(\xi )}{(n+1)!}}(t-x_{0})^{n+1}}
Noti's que {\displaystyle g(x_{0})=f(x_{0})-f(x_{0})=0} i que, per com s'ha definit {\displaystyle M}, {\displaystyle g(x)=f(x)-f(x)=0}. Utilitzant el teorema de Rolle, se sap que existeix {\displaystyle \xi _{1}\in (x_{0},x)} tal que {\displaystyle g'(\xi _{1})=0}. Derivant la funció {\displaystyle g(t)} respecte {\displaystyle t}, s'obté
{\displaystyle g'(t)=f'(t)-f'(x_{0})-\sum _{j=1}^{n-1}{\frac {f^{(}j+1)(x_{0})}{j!}}(t-x_{0})^{j}-{\frac {M}{n!}}(t-x_{0})^{n}}
Com abans, {\displaystyle g'(x_{0})=f'(x_{0})-f'(x_{0})=0} i, com s'ha dit, {\displaystyle g'(\xi _{1})=0}. Si es torna a aplicar el teorema de Rolle, s'obté que existeix {\displaystyle \xi _{2}\in (x_{0},\xi _{1})} tal que {\displaystyle g''(\xi _{2})=0}. Aquest mateix raonament es pot aplicar iterativament i s'obté
{\displaystyle g^{(\ell )}(t)=f^{(\ell )}(t)-f^{(\ell )}(x_{0})-\sum _{j=1}^{n-\ell }{\frac {f^{(}j+\ell )(x_{0})}{(j!)}}(t-x_{0})^{j}-{\frac {M}{(n+1-\ell )!}}(t-x_{0})^{(}n+1-\ell )}
on {\displaystyle \ell =1,2,\dots ,n}. S'obtindrà, a més, que {\displaystyle g^{(\ell )}(x_{0})=0} i que existirà {\displaystyle \xi _{\ell }\in (x_{0},\xi _{\ell -1}} tal que {\displaystyle g^{(\ell )}(\xi _{\ell })=0}. En particular, quan {\displaystyle \ell =n}, es tindrà que {\displaystyle g^{(n)}(x_{0})=g^{(n)}(\xi _{n})=0} i per tant, utilitzant per derrer cop el teorema de Rolle, existeix {\displaystyle \xi _{n+1}} tal que {\displaystyle g^{(n+1)}(\xi _{n+1})=0}. Per tant, derivant per últim cop s'obté
{\displaystyle g^{(n)}(t)=f^{(n+1)}(t)-M}
i d'aquí, substituint {\displaystyle t} per {\displaystyle \xi _{n+1}}, s'obté {\displaystyle M=f^{(n+1)}(\xi _{n+1})}. Així, s'ha demostrat l'existència de {\displaystyle \xi =\xi _{n+1}}.